# Prêmio Jabuti - Conto
Conto é uma das categorias do Prêmio Jabuti, tradicional prêmio brasileiro de literatura que é realizado desde 1959.

## História
Em 1959, na primeira edição do Prêmio Jabuti, foi criada a categoria "Contos / Crônicas / Novelas", que reunia os três gêneros. Em 1996, a categoria passou a se chamar apenas "Contos", deixando as crônicas e as novelas sem categorias próprias. Contudo, em 1998, a categoria deu lugar a "Contos e Crônicas" (voltando a englobar os dois gêneros em uma única categoria, desta vez sem as novelas). A categoria exclusiva para contos só voltou a existir em 2018, com a separação de "Contos e Crônicas" em duas categorias independentes: "Conto" e "Crônica".
Em 1996 e 1998, os três primeiros colocados dentre os dez finalistas eram considerados vencedores do Prêmio Jabuti. A partir de 2018, apenas o primeiro colocado é considerado vencedor da categoria.

## Vencedores
| Ano  | Vencedor(a)                 | Vencedor(a)                 | Obra                                       | Editora                | Outros finalistas | Nota(s)       |
| ---- | --------------------------- | --------------------------- | ------------------------------------------ | ---------------------- | --- | ------------- |
| 1996 | 1º                          | Lygia Fagundes Telles       | A Noite Escura e mais Eu                   | Nova Fronteira         | | [ 5 ]         |
| 1996 | 2º                          | Rubem Fonseca               | O Buraco na Parede                         | Companhia das Letras   | | [ 5 ]         |
| 1996 | 3º                          | Caio Fernando Abreu         | Ovelhas Negras                             | Sulina                 | | [ 5 ]         |
| 1997 | Silviano Santiago           | Silviano Santiago           | Keith Jarret no Blue Note                  | Rocco                  | | [ 6 ]         |
| 1997 | Marina Colasanti            | Marina Colasanti            | Eu Sei, Mas Não Devia                      | Rocco                  | | [ 6 ]         |
| 1997 | Antônio Carlos Villaça      | Antônio Carlos Villaça      | Os Saltimbancos da Porciúncula             | Record                 | | [ 6 ]         |
| 1998 | 1º                          | Raduan Nassar               | Menina a Caminho                           | Companhia das Letras   | | [ 7 ]         |
| 1998 | 2º                          | Flávio Moreira da Costa     | Nem Todo Canário é Belga                   | Record                 | | [ 7 ]         |
| 1998 | 3º                          | João Silvério Trevisan      | Troços & Destroço                          | Record                 | | [ 7 ]         |
| 1999 | 1º                          | Charles Kiefer              | Antologia Pessoal                          | Editora Mercado Aberto | | [ 8 ]         |
| 1999 | 2º                          | Rubens Figueiredo           | As palavras secretas                       | Companhia das Letras   | | [ 8 ]         |
| 1999 | 3º                          | João Inácio Padilha         | Bolha de Luzes                             | Companhia das Letras   | | [ 8 ]         |
| 2000 | Raimundo Carrero            | Raimundo Carrero            | As Sombrias Ruínas da Alma                 | Iluminuras             | | [ 9 ]         |
| 2000 | Marçal Aquino               | Marçal Aquino               | O Amor e Outros Objetos Pontiagudos        | Geração Editorial      | | [ 9 ]         |
| 2000 | Ignácio de Loyola Brandão   | Ignácio de Loyola Brandão   | O Homem que odiava a segunda-feira         | Global Editora         | | [ 9 ]         |
| 2001 | Mario Pontes                | Mario Pontes                | Andante com Morte                          | Bertrand Brasil!       | | [ 10 ]        |
| 2001 | Rodolfo Konder              | Rodolfo Konder              | Hóspede da Solidão                         | Global Editora         | | [ 10 ]        |
| 2001 | Lygia Fagundes Telles       | Lygia Fagundes Telles       | Invenção e Memória                         | Rocco                  | | [ 10 ]        |
| 2002 | Fernando Sabino             | Fernando Sabino             | Livro Aberto                               | Record                 | | [ 11 ]        |
| 2002 | Marçal Aquino               | Marçal Aquino               | Faroestes                                  | Ciência do Acidente    | | [ 11 ]        |
| 2002 | Rubem Fonseca               | Rubem Fonseca               | Secreções, Excreções e Desatinos           | Companhia das Letras   | | [ 11 ]        |
| 2003 | Rubem Fonseca               | Rubem Fonseca               | Pequenas Criaturas                         | Companhia das Letras   | | [ 12 ]        |
| 2003 | Luiz Nassif                 | Luiz Nassif                 | O Menino de São Benedito e outras Crônicas | Senac                  | | [ 12 ]        |
| 2003 | Fernando Bonassi            | Fernando Bonassi            | São Paulo/Brasil                           | Dimensão               | | [ 12 ]        |
| 2004 | João Gilberto Noll          | João Gilberto Noll          | Mínimos, Múltiplos, Comuns                 | W11 Editores           | | [ 13 ]        |
| 2004 | Sérgio Sant'Anna            | Sérgio Sant'Anna            | O Vôo da Madrugada                         | Companhia das Letras   | | [ 13 ]        |
| 2018 | Maria Fernanda Elias Maglio | Maria Fernanda Elias Maglio | Enfim, Imperatriz                          | Editora Patuá          | - A face serena (Maria Valéria Rezende / editora Penalux) - A oração do carrasco (Itamar Vieira Junior / editora Mondrongo) - As horas esquecidas (Chico Mendonça / Quixote+Do Editoras Associadas) - Catálogo de Perdas (Juliana Monteiro Carrascoza e João Anzanello Carrascoza / editora SESI-SP) - Da utilidade das coisas (Alexandre Arbex / editora 7Letras) - Dicionário de línguas imaginárias (Olavo Amaral / editora Companhia das Letras) - Não há amanhã (Gustavo Melo Czekster / editora Zouk) - Nina: Desvendando Chernobyl (Ariane Severo / editora Age) - Por onde anda a gata? (Marlene de Lima / editora 7Letras)                                      | [ 14 ] [ 15 ] |
| 2019 | Vilma Arêas                 | Vilma Arêas                 | Um beijo por mês                           | Luna Parque            | - Alguns humanos (Gustavo Pacheco / editora Tinta-da-china Brasil) - Bagageiro (Marcelino Freire / editora José Olympio) - Das pequenas corrupções cotidianas que nos levam à barbárie e outros contos (Rodrigo Novaes de Almeida / editora Patuá) - Kafkianas (Elvira Vigna / editora Todavia) - Nequice lapso na função supressora (Camila Passatuto / editora Penalux) - O sol na cabeça (Geovani Martins / editora Companhia das Letras) - Os animais domésticos e outras receitas (Luana Cnhaiderman / editora Perspectiva) - Reserva natural (Rodrigo Lacerda / editora Companhia das Letras) - Sebastopol (Emilio Fraia / editora Alfaguara/Companhia das Letras) | [ 16 ] [ 17 ] |